# Terry Davis

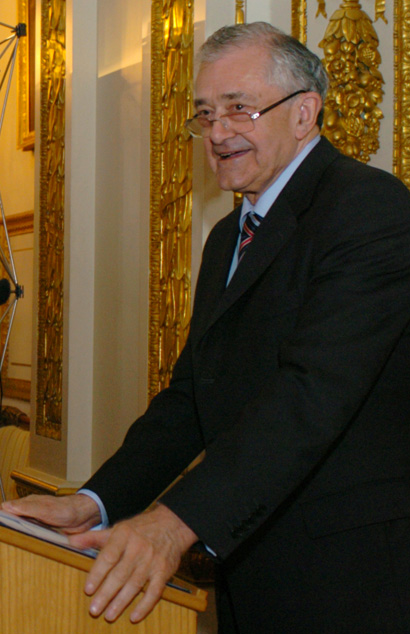
Terry Davis, 2009

Terence Anthony Gordon „Terry“ Davis CMG (* 5. Januar 1938 in Stourbridge, Großbritannien; † 9. Dezember 2024) war ein britischer Politiker und Manager, der von 2004 bis 2009 Generalsekretär des Europarats war.

## Werdegang
Der in Stourbridge geborene Terry Davis vertrat die britische Labour Party rund 28 Jahre für den Wahlbezirk Birmingham Hodge Hill im Parlament. Außerdem arbeitete er als Manager in der englischen Automobilindustrie. Von 1992 an vertrat er als Mitglied der britischen Delegation die Interessen des Vereinigten Königreichs innerhalb der parlamentarischen Versammlung des Europarats.
Am 1. September 2004 wurde er bei der turnusmäßigen Neuwahl zum Nachfolger von Walter Schwimmer als Generalsekretär des Europarats gewählt, nachdem er sich mit 157 zu 91 Stimmen gegen den Amtsinhaber und die estnische Außenministerin Kristiina Ojuland durchgesetzt hatte.